# Margareta Lindahl
Anna Britt Margareta Lindahl, född 23 juli 1924 i Jönköping, död där 22 november 2008, var en svensk barn- och ungdomspsykiater.
Lindahl, som var dotter till boktryckare Sven Lindahl och Hulda Svensson, avlade studentexamen i Jönköping 1944, blev medicine kandidat vid Lunds universitet 1947 och medicine licentiat där 1954. Hon var extra läkare vid Linköpings epidemisjukhus 1951, andre läkare på Sankt Lars sjukhus i Lund 1952–1953, amanuens på pediatriska kliniken i Lund och underläkare på Apelvikens kustsanatorium 1954, underläkare på barnavdelningarna i Falun och Falköping samt Tranås kuranstalt 1955, vid kirurgiska avdelningen i Falköping 1956, andre läkare på Sankt Lars sjukhus 1956, extra läkare på Ryhovs sjukhus i Jönköping  1956–1957, vikarierande underläkare på barnavdelningen i Jönköping 1957, underläkare vid Jönköpings läns psykiska barna- och ungdomsvård 1958–1959, vid psykiatriska kliniken på Jönköpings lasarett 1960–1962, vid barnkliniken och psykiatriska kliniken 1963, vid psykiatriska kliniken 1964–1965 och biträdande överläkare vid barn- och ungdomspsykiatriska kliniken där från 1966. 